# Thiophosgène
Le thiophosgène est un liquide jaune de formule brute CSCl2. Ce composé a une géométrie trigonale plane. Il possède deux liaisons carbone-chlore réactives qui permettent à ce réactif d'intervenir dans différents protocoles en synthèse organique.

## Synthèse
CSCl2 est préparé en deux étapes à partir du disulfure de carbone (S=C=S). Dans la première étape, celui-ci est chloré pour former le chlorure de trichlorométhanesulfényle, CCl3SCl :
CS2 + 3 Cl2 → CCl3SCl + S2Cl2
La chloration doit être contrôlée pour éviter qu'un excès de chlore ne convertisse le chlorure de trichlorométhanesulfényle en tétrachlorure de carbone (CCl4).
Une hydrodistillation sépare ce chlorure de trichlorométhanesulfényle, un rare chlorure de sulfényle et hydrolyse le chlorure de soufre.
La réduction du chlorure de trichlorométhanesulfényle produit du thiophosgène :
CCl3SCl + M → CSCl2 + MCl2
avec M, un métal ; typiquement, l'étain est utilisé comme réducteur.

## Utilisation
Le thiophosgène est principalement utilisé pour préparer des composés de formule CSX2 où X = OR, NHR (thiocarbamides). Ces réactions passent par des intermédiaires tels que CSClX. Sous certaines conditions, le thiophosgène peut convertir des amines primaires en isothiocyanates. Il peut aussi servir comme diénophile pour donner après réduction des dérivés 5-thiacyclohexén-1-yl.

## Sécurité
CSCl2 est considéré comme étant hautement toxique.